# Mathias Agricius
Mathias Agricius, bzw. Matthias Agritius, OCist (* 1545 in Wittlich; † 5. Juni 1613 im Kloster Himmerod) war ein deutscher Humanist, Dichter, Schriftsteller und Geschichtsschreiber.

## Leben
Mathias Agricius, dessen richtiger Name Mathias Bauer war, stammte aus einer Wittlicher Familie mit einfachen Verhältnissen. Sein Bruder Andreas lebte noch nachweislich bis zu seinem Tod 1598/99 in Wittlich. Mathias besuchte zunächst von 1557 bis 1563 das Gymnasium (Jesuitenkolleg) der Fraterherren in Trier. Im Anschluss absolvierte er ein Studium der Theologie. Nach einer Vermittlung, die wohl durch seinen englischen Professor und Jesuiten John Gibbons S.J (1544–1589) zustande gekommen war, kam er zeitweilig als Lehrer in das Kloster Himmerod, um dort im Hausstudium zu unterrichten. Anderen Quellen zufolge berief ihn der Himmeroder Abt Johann von Briedel, nachdem er aufgrund der „ungwöhnlichen Latein- und Griechischkenntnisse“ auf Agricius’ aufmerksam geworden war, nach Himmerod. Es wird angenommen, dass er sein Studium der Theologie zwischen 1566 und 1570 abschloss und danach die Priesterweihe erhielt.
Am 5. Juni 1570 immatrikulierte er sich an der juristischen Fakultät der Universität Köln. In Köln verkehrte er mit dem Theologieprofessor Tilmann Bredenbach und dem Juristen und späteren Trierer Offizial Bartholomaeus Bodeghem. 1575, im Alter von 30 Jahren, beendete er sein Studium in Köln als Lizentiat der beiden Rechte. 1576 wurde er nach Einladung von Abt Gregor Simonis Oblate im Konvent des Klosters Himmerod. Als Förderer klassischer Studien unterrichtete er junge Mönche in Rhetorik und Homiletik, „zwei für die damalige Zeit noch ungewöhnliche Studienfächer“, wie Abt Ambrosius Schneider es später bemerkte.

## Rezeption und Schriften
Sein 1565 in Himmerod verfasstes und in Köln veröffentlichtes Erstlingswerk „Aurora“, ein Loblied (Encomium) auf die Morgenröte, das zunächst in 9, später in 14 Gesängen erschien, wurde sein größter Erfolg. Nach M. J. Mehs war dieses erste und älteste Druckwerk eines Wittlichers in Form von lateinischen Gedichten in antikem Versmaß vor allem eine Ermahnung an die studierende Jugend, sich die Morgenzeit für das Studium zunutze zu machen. Das Werk, das noch zu Lebzeiten des Autors fünf Auflagen erlebte, fand nicht nur unter den Gebildeten seiner Zeit großen Zuspruch. Auch Kaiser Maximilian II. zeigte sich angetan von dessen Werk und zeichnete Agricius als poeta laureatus aus, was ihm die Berechtigung zuteilwerden ließ, Vorlesungen über Dichtkunst an allen Universitäten im Reich abzuhalten.
Neben seinem 1569 veröffentlichten Werk „Liber precationum“ mit Gebeten und Sprüchen aus der Bibel und von Kirchenvätern, publizierte er einige aszetische Schriften und 1587 das Werk „Fasti Trevirenses“. Die poetische Schrift enthält mehr als 50 Viten von Heiligen die im Trierer Raum gewirkt haben. Dem Werk beigegeben ist die Schrift „Carmen panegyricum“, die eine umfängliche Darstellung der Ausstellung des Heiligen Rocks in Trier vom 6. bis 8. Mai 1585 enthält. Seine Handschrift „Monumenta antiquitatum monasterii Hemenrodensis“, die nie gedruckt wurde und von Johann Nikolaus von Hontheim noch als „opus insigne et amplum“ bezeichnet wurde, gilt seit dem 19. Jahrhundert als verloren.
Es wird angenommen, dass Mathias Agricius, der sich nach dem Heiligen Agritius benannte, es zu größerer Bekanntheit hätte bringen können. Offenbar gab er dem Leben im Kloster und der damit verbundenen Möglichkeit die spirituelle Ruhe genießen zu können, den Vorzug gegenüber einem Leben in allzugroßer Öffentlichkeit. Mathias Agricius starb einen Tag vor dem Fronleichnamsfest am 5. Juni 1613, seine letzte Ruhestätte fand er im Kreuzgang des Klosters Himmerod.

## Publikationen (Auswahl)
- Aurora carmine et soluta oratione descripta, Köln Birckmann, 1565. OCLC 29074929
- Liber Precationum: Partim Ex Utriusque Instrumenti Libris, Partim Ex vetustissimis doctissimisq[ue] patribus, Catholicaeq[ue] Ecclesiae usitatis precibus collectarum, Köln, Horst, 1569. OCLC 635076154
- AVRORAE|| ENCOMIVM VERSI=||BVS ELEGIACIS STVDIO|| MATTHIAE AGRICII VVIT-||LICHII ACCVRATE DE-||SCRIPTVM.||, Köln, Ossenbrügge, 1580. OCLC 1068595881
- Mit Jakob III. von Eltz: Vera Nar-//ratio Qvo Modo, Qva-//ve Celebritate Reveren-//dißimus in Christo Pater, ac Illustrißimus Prin-//ceps & Dominus D. Iacobvs Archiepiscopus Tre-//uirensis, S. Romani Imperij per Galliam & Regnum Are-//latense Archicancellarius Princeps Elector…, Köln, Agrippinae Campensis, 1582. OCLC 1072527067
- Preces quaedam selectiores ex libris utriusque testamenti…, Trier, Hatot, 1583. OCLC 1074555400
- Matthiae Agritii VVitlichii Fastorvm Trevirensivm libri : per dvodecim menses digesti, versibusq[ue] heroicis concinne breuiterque comprehensi. Annexa est Panegyris in honorem sacrae Tvnicae domini vostri Treuiris, Anno. 1585. die Maij 6. [etc.] pro concione populo exhibita. Vita qvoqve D. Benediciti ex dialogo B. Gregorij Papæ elegiaco versu conscripta, Trier, Apud Henricum Bock & hereds Emondi Hatoti, 1587. OCLC 52859104
- Aurorae Encomium versibus elegiacis, Köln, Mylius, 1607. OCLC 311407716